# Veerdelig tandzaad
Veerdelig tandzaad (Bidens tripartita) is een eenjarige plant uit de composietenfamilie (Asteraceae).

## Beschrijving
De plant heeft rechtopstaande stengels met ver uitstaande zijtakken, ze zijn vaak paars tot donkerrood aangelopen. De tegenover elkaar staande bladeren zijn diep veervormig gedeeld en bestaan uit drie tot vijf langwerpige deelbladen met grove tanding. In de bladoksels groeien de gele bloemhoofdjes in gevorkte bijschermen. Ze zijn 1 tot 2,5 cm groot en hebben geen lintbloemen. De vruchten zijn eenzadig, afgeplat en groenbruin met omlaag gerichte stekelharen. De soort wordt tussen de 30 en 90 cm hoog en de bloeitijd strekt zich uit van juli tot september.

## Verspreiding
Veerdelig tandzaad komt voor in de koelere gematigde streken van Azië, Noordwest-Afrika en Europa. De plant is ingeburgerd in Australië en Noord-Amerika.
In Nederland en Vlaanderen is de plant zeer algemeen en komt in grote groepen voor op velerlei  drassige plaatsen zoals langs sloten, aan oevers van plassen en meren en in moerassen. Op de Waddeneilanden, in Zuid-Limburg, in Zeeland; in de Vlaamse Polders en in de Kempen en de Leemstreek is de soort echter vrij zeldzaam.

## Toepassing
In de kruidengeneeskunde wordt de plant beschreven als nuttig bij de behandeling van nierstenen en de vermindering van koorts.